# Oxysternon lautum
Oxysternon lautum är en skalbaggsart som beskrevs av Macleay 1819. Oxysternon lautum ingår i släktet Oxysternon och familjen bladhorningar. Inga underarter finns listade i Catalogue of Life.